# Elecciones municipales de General Pueyrredón de 2023
Las elecciones en el partido de General Pueyrredón de 2023 se realizaran el 22 de octubre junto con las elecciones nacionales y provinciales. Ese día se elegirán intendente, concejales y consejeros escolares. El 24 de junio se oficializaron los candidatos.

## Candidatos[1]
| Logo | Logo | Partido/alianza                                | Partidos en la alianza | Candidato/a a intendente/a | Candidato/a a intendente/a                                               |
| ---- | ---- | ---------------------------------------------- | --- | -------------------------- | ------------------------------------------------------------------------ |
|      |      | Juntos por el Cambio                           | Ver lista - Unión Cívica Radical - Partido Nacionalista Constitucional - UNIR - Generación para un Encuentro Nacional - Partido Lealtad y Dignidad de Buenos Aires - Partido Demócrata Progresista - Coalición Cívica ARI - Partido del Diálogo - Propuesta Federal para el Cambio - Propuesta Republicana - Partido Integrar - Alternativa Vecinal - Partido Socialista - Espacio Abierto para el Desarrollo y la Integración Social                 |                            | Guillermo Montenegro (PRO) Intendente de General Pueyrredón (desde 2019) |
|      |      | Encuentro Marplatense                          | Ver lista - Acción Marplatense - Agrupación Municipal Enlace - Partido Justicialista - Partido de la Victoria - Frente Renovador - Nuevo Encuentro - Frente Grande - Nuevo Encuentro por la Democracia y la Equidad - Kolina - Política Abierta para la Integridad Social - Partido Comunista - Partido del Trabajo y del Pueblo - Instrumento electoral por la Unidad Popular - Partido Solidario - Partido de la Cultura, la Educación y el Trabajo |                            | Fernanda Raverta (PJ) Directora de ANSES (desde 2020)                    |
|      |      | La Libertad Avanza                             | Ver lista - Unión por Todos - Unión Celeste y Blanco - Partido Demócrata - Partido Fe - Partido Integrar - Movimiento de Integración y Desarrollo |                            | Rolando Demaio Economista                                                |
|      |      | Frente de Izquierda y de Trabajadores - Unidad | Ver lista - Partido del Obrero - Partido de Trabajadores por el Socialismo - Izquierda por una Opción Socialista - Nueva Izquierda |                            | Rosa Mauregui (PTS)                                                      |

## Resultados

### Primarias[2]
Habilitado para las elecciones generales
| Partido/Alianza       | Partido/Alianza                                | Lista                               | Precandidato a intendente | Interna | Interna | Partido | Partido                |
| Partido/Alianza       | Partido/Alianza                                | Lista                               | Precandidato a intendente | Votos   | %       | Votos   | % (de votos positivos) |
| --------------------- | ---------------------------------------------- | ----------------------------------- | ------------------------- | ------- | ------- | ------- | ---------------------- |
|                       | Juntos por el Cambio                           | Falta Menos para Vivir sin Miedo    | Guillermo Montenegro      | —       | —       | 129.177 | 39,89%                 |
| La Fuerza del Cambio  | Juntos por el Cambio                           |                                     | Guillermo Montenegro      | —       | —       | 129.177 | 39,89%                 |
|                       | Encuentro Marplatense                          | Primero Mar del Plata               | Fernanda Raverta          | —       | —       | 101.111 | 31,22%                 |
|                       | La Libertad Avanza                             | Libertad por Siempre                | Rolando Demaio            | —       | —       | 70.564  | 21,79%                 |
|                       | Frente de Izquierda y de Trabajadores - Unidad | Unidad de Luchadores y la Izquierda | Alejandro Martínez        | 2.741   | 29%     | 9.349   | 2,88%                  |
|                       | Frente de Izquierda y de Trabajadores - Unidad | Unir y Fortalecer la Izquierda      | Rosa Mauregui             | 6.608   | 71%     | 9.349   | 2,88%                  |
|                       | Movimiento Libres del Sur                      | Azul y Rojo                         | Rodrigo Blanco            | —       | —       | 2.355   | 0,72%                  |
|                       | Principios y Valores                           | Tierra, Techo y Trabajo             | Daniel Tunoni             | —       | —       | 1.655   | 0,51%                  |
|                       | Avanzada Socialista                            | Izquierda Anticapitalista           | Marcos Pascuán            | —       | —       | 1.293   | 0,39%                  |
|                       | Política Obrera                                | Unidad Obrera                       | María Fernanda Díaz       | —       | —       | 734     | 0,22%                  |
|                       | Movimiento de Integración Federal              | Defendamos la Provincia             | Virginia Sosa             | —       | —       | 470     | 0,14%                  |
|                       | Esperanza del Pueblo                           | Esperanza                           | Marcelo Finamore          | —       | —       | 399     | 0,12%                  |
|                       | Confianza Pública                              | Valores en Acción                   | Darío González            | —       | —       | 416     | 0,12%                  |
|                       | Todos por Buenos Aires                         | Toba                                | Alcides Ponte             | —       | —       | 348     | 0,10%                  |
|                       | Vocación Social                                | Valores y Solidaridad               | Mariano Maglioli          | —       | —       | 280     | 0,08%                  |
|                       | Frente Federal de Acción Solidaria             | Acción y Solidaridad                | Daniel Parra              | —       | —       | 91      | 0,02%                  |
| Votos positivos       |                                                |                                     |                           |         |         |         |                        |
| Votos en blanco       |                                                |                                     |                           |         |         |         |                        |
| Votos válidos         |                                                |                                     |                           |         |         |         |                        |
| Votos nulos           |                                                |                                     |                           |         |         |         |                        |
| Participación         |                                                |                                     |                           |         |         |         |                        |
| Electores habilitados |                                                |                                     |                           |         |         |         |                        |
| Fuente:               |                                                |                                     |                           |         |         |         |                        |